# Справа «Народної революційної соціалістичної партії» (1930)
Справа «Народної революційної соціалістичної партії» (1930) — політ. справа, яку було започатковано Державним політичним управлінням УСРР у квітні 1930. Стверджувалося, що «Народна революційна соціалістична партія» («НРСП») була «бойовою повстанською організацією», яка існувала з грудня 1929 в Кіровогр., Полтав., Сум. областях, містах Київ та Грозний. Ініціатором створення та одним з керівників був оголошений І.Слинько, який нібито розробив програму, тимчасовий статут військово-бойових дружин, «товариський лист ЦК НРСП до всіх низових організацій» та ін. документи (хоча сам факт, що це зробив І.Слинько, так і не був доведений ні слідством, ні пізніше). Аналіз документів показує, що в них проголошувалися завдання відновлення «справжньої» рад. влади з гаслами «Жовтневої революції» і необхідність боротьби не з рад. владою, а з «головотяпами сталінського ЦК ВКП(б) та необмеженою диктатурою більшовицької бюрократії». Підтверджуючи, що організатори «НРСП» оперували не анти-, а прокомуністичною термінологією, один із заарештованих, кооператор із с. Халепці (нині село Лубенського р-ну Полтав. обл.) Г.Константинович, на допиті 20 травня 1930 свідчив: «Організація бойових дружин, за словами Слинька Івана, потрібна була для того, щоб в разі потреби виступити зі зброєю в руках на захист інтересів робітників і селян всіх національностей, проти бюрократії, яка, перекручуючи програму Леніна, привела селянство та робітничий клас до такого важкого стану». Яскравого «контрреволюційного» напряму «НРСП» набула вже після арешту тих, кого оголосили її учасниками, коли на них розпочався цілеспрямований тиск. Усього в справі «НРСП» було репресовано 128 осіб (12 вересня 1930 суд. трійкою при Колегії ДПУ УСРР позбавлені волі на різні строки в концтаборах 88 осіб, а 13–15 жовтня 1930 надзвичайна сесія Верховного суду УСРР на закритому засіданні винесла вироки ще 40 особам). Серед них — мешканці Полтавщини П.Тараненко, П.Шульга, І.Якуба, М.Цебро, М.Степаненко, М.Романенко, І.Перчик, І.Скиба, М.Павленко, І.Онищенко, П.Панченко, С.Назарець, С.Симоненко, Ф.Левенко, О.Писаренко, В.Тараненко, С.Кондратенко, О.Тищенко, Л.Дузь-Крятченко, І.Бондар, П.Васько, Л. Підпалим, П.Ірклієнко, В.Ступка, М.Автюх, А.Багієвський, В.Бугрим, В.Писаренко та ін.; мешканці Сумщини: М.Лисенко, І.М'який, С.Найда, Д.Горовий, М.Летик, Я.Летик, І.Надда, П.Древаль; мешканці Грозного: В.Лизунов, Й.Угольков, М.Панченко, І.Мацкевич та ін.; мешканці Київщини: І.Савенко, Й.Савенко та ін. У виступі на XVI з'їзді ВКП(б) ген. секретар ЦК КП(б)У С.Косіор, говорячи про «НСРП», пояснив, для чого фабрикація цієї справи знадобилася владі: "Вони заявляли прямо, що нічого більше не хочуть, окрім здійснення платформи правих. Один активний учасник організації пише так у своїх свідченнях: «Політика Сталіна веде до загибелі, зубожіння, між тим як політика правих і заходи, що їх пропонують Бухарін, Риков і Угланов, — єдино правильні, ленінськи витримані, і тільки вони, тобто Бухарін, Риков і Угланов, здатні вивести країну із тої безвиході, у яку Сталін завів». Такі оцінки цілком відповідали сталінській схемі ролі «правих», які, мовляв, прагнули відродити капіталізм. Це були необґрунтовані політ.звинувачення, що знадобилися насамперед для «доведення» правильності сталінського курсу й хибності поглядів «правих». Ще в 1950-ті рр. почав виявлятися сфабрикований характер цієї справи. Тоді П.Древаль подав скаргу про перегляд його справи, однак її не задовольнили. Лише 1989 всі, хто проходив у справі «НРСП», були офіційно реабілітовані.